# سیارک ۲۶۳۸
سیارک ۲۶۳۸ (به انگلیسی: 2638 Gadolin، نامگذاری:1939SG) دو هزار و ششصد و سی و هشتمین سیارک کشف شده‌است که در ۱۹ سپتامبر ۱۹۳۹ کشف شد.
قدر مطلق سیارک برابر ۱۲٫۱۰ است.